# Ščipal'ky
Lo Ščipal'ky (in russo Щипалькы?; obsoleto: Сыпаль-Кы, Sypal'-Ki) è un fiume della Russia siberiana occidentale, affluente di destra del Taz. Scorre nel Krasnosel'kupskij rajon del Circondario autonomo Jamalo-Nenec.
Nasce nella sezione settentrionale del vasto bassopiano siberiano occidentale in una zona paludosa ricca di laghi; scorre poi con direzione mediamente nord-occidentale. La lunghezza del fiume è di 195 km; il bacino è di 1 600 km². Sfocia lungo la riva destra del canale Piččal'tėma (parallelo alla riva destra del Taz). 